# Zachodnia Armia Ochotnicza

Flaga Zachodniej Armii Ochotniczej

Zachodnia Armia Ochotnicza (ros. Западная Добровольческая Армия) – związek operacyjny białych działający na obszarze państw bałtyckich podczas wojny domowej w Rosji.

## Historia
8 lutego 1919 r. w Salzwedel w Saksonii został sformowany przez płk. Pawła Bermondta-Awałowa 3,5-tysięczny Partyzancki Oddział Konny Karabinów Maszynowych. W jego skład weszli internowani w Niemczech oficerowie i żołnierze rosyjskiej armii. 4 marca 1919 r. został on przemianowany na Samodzielny Ochotniczy Oddział Partyzancki imienia Grafa Kellera. Niemcy przetransportowali go na Łotwę, gdzie pod koniec maja wraz z niemieckimi wojskami VI Korpusu Armijnego gen. Rüdigera von der Goltza i rosyjskim oddziałem księcia płk. Anatolija P. Lievena brał udział w zdobyciu Rygi podczas łotewskiej wojny o niepodległość. Pułkownik Bermondt-Awałow zamierzał wraz z Niemcami utworzyć na obszarze Łotwy Księstwo Bałtyckie, na terytorium którego rosyjscy ochotnicy mieli otrzymać nadziały ziemi.

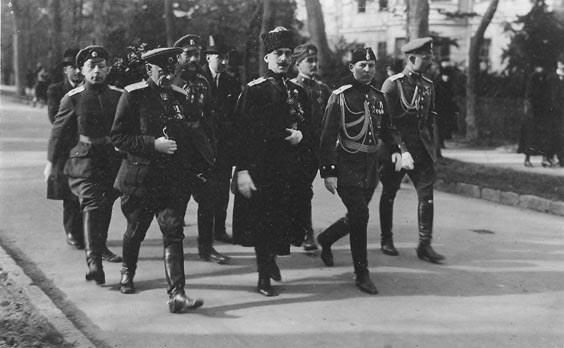
Pawieł Bermondt-Awałow z oficerami i żołnierzami Armii

6 czerwca 1919 r. jego oddział wszedł w skład Ochotniczego Korpusu Księcia Lievena. 18 lipca głównodowodzący wojskami białych w północno-zachodniej części Rosji gen. Nikołaj Judenicz rozkazał płk. Lievenowi przesunąć jego korpus w rejon Narwy w Estonii. Pułkownik Bermondt-Awałow odmówił wykonania tego rozkazu, po czym odłączył swój oddział ze składu korpusu i przeszedł z nim w okolice Mitawy. Jeszcze tego samego dnia na bazie swojego oddziału, a także oddziału płk. J. Wyrgolicza (do 1,5 tys. ludzi) utworzył Zachodni Ochotniczy Korpus Generała Kawalerii Grafa Kellera, liczący ok. 12 tys. żołnierzy. Składał się on ze sztabu, 1 Pułku Płastuńskiego (Pieszego), dwóch batalionów z 2 i 3 Pułków Płastuńskich, Zapasowego Batalionu Strzeleckiego, kadry 1 Pułku Konnego, dwóch dywizjonów 1 Pułku Artylerii, 1 Dywizjonu Artylerii Ciężkiej, pododdziałów samochodów pancernych i inżynieryjnego oraz oddziału lotniczego. W jego skład wchodziła też niemiecka Żelazna Dywizja mjr. Josefa Bischoffa.
5 września 1919 r. rozkazem gen. Judenicza gen. mjr Bermondt-Awałow objął swoim dowództwem wszystkie formacje wojskowe białych działające na obszarze państw bałtyckich. Jego korpus, przemianowany na Zachodnią Armię Ochotniczą (ponad 50 tys. żołnierzy, w tym większość Niemców z byłej Bałtyckiej Landeswehry), formalnie podlegał gen. Judeniczowi, dowódcy Frontu Północno-Zachodniego, który zamierzał użyć go w przygotowywanej ofensywie na Piotrogród. Faktycznie gen. mjr Bermondt-Awałow traktował swój korpus jako samodzielną siłę zbrojną, sprzymierzoną bardziej z Niemcami. 8 października uderzył samowolnie na Rygę, twierdząc, że chce iść na pomoc wojskom gen. Judenicza. 9 października powołał tam proniemieckie Zachodnie Przedstawicielstwo Centralne, co doprowadziło do usunięcia rozkazem gen. Judenicza jego armii ze składu Frontu Północno-Zachodniego. Przeciwko wojskom gen. mjr. Bermondta-Awałowa wystąpiły oddziały łotewskie i estońskie wsparte przez okręty alianckie, w wyniku czego zmuszone zostały do wycofania się przez Litwę do Prus Wschodnich, gdzie Niemcy internowali je.
2 grudnia 1919 r. z części żołnierzy została sformowana Grupa Wojskowa Generała Majora Księcia Awałowa, przemianowana następnie na Oddział Rosyjski na Terytorium Niemiec. W czerwcu 1920 r. jego liczebność osiągnęła do 5 tys. ludzi. W 1921 r. gen. mjr P. R. Bermondt-Awałow wyjechał do Berlina.